# 台中市公車77路
台中市公車77路目前行駛自中科管理局到潭子聯合辦公大樓，主要行駛臺灣大道、崇德路、松竹路、軍功路，為第一期高潛力公車橘線。

## 歷史
- 2002年8月1日：本線通車，由統聯客運營運，路線由朝馬至舊社公園。本線原為第一期高潛力公車橘線。
- 2004年1月1日：高潛力路線給予二位數新編號，橘線改為台中市公車77路。
- 2004年8月1日：部分班車延駛至中科友達廠。[2]
- 2008年7月1日：原舊社公園之端點，延駛至台中慈濟醫院。
- 2012年8月1日：原行駛松竹路（旱溪東路－軍功路）路段，改駛軍福十九路（旱溪東路－軍福十九路－軍功路），並繞駛葳格高中。
- 2015年4月10日：「大雅健行路口」更名為「中清健行路口」。
- 2015年5月1日：統聯轉運站端點延駛至三角埔（中科停車場），並將路線名稱由「統聯轉運站－臺中慈濟醫院」更改為「中科停車場－臺中慈濟醫院」，往中科停車場方向駛至台灣大道（西行）後加經永福路、西屯路和福雅路前往三角埔（中科停車場），不再途經環中路、福科路、福安路和台灣大道（東行），往中科停車場方向加停「福安里（臺灣大道）」、「統聯轉運站（西行）」及「中港新城」、取消「福科福裕路口」，「福科安和路口」，「福安福順路口」和「統聯轉運站（東行）」，往慈濟醫院方向加停福雅路、西屯路和永福路返回臺灣大道（東行）加停「福雅中科路口」，來回方向加停「世斌公園」、「福安里（西屯路）」、「福雅西屯路口」、「水臨橋」、「林厝里」、「下三角埔」和「三角埔（中科停車場）」，「聖興」更名為「聚興」。
- 2015年10月1日：來回程加停「福雅路252巷口」站位。[3]
- 2016年3月1日：加停「永福福科路口」站位。
- 2018年8月30日：三角埔（中科停車場）端點延駛至中科停車場（中科路），往慈濟醫院方向加停「福雅中科路口」，來回方向加停「頂林厝」、「中科福雅路口」和「中科管理局(中科路)」，「三角埔（中科停車場）」更名為「三角埔（福雅路）」，「聖興」更名為「聚興」。
- 2021年1月15日：行駛於臺灣大道二段至三段全線改行駛為優化公車專用道，來回方向取消停靠「朝馬（臺灣大道）」、「秋紅谷（朝陽橋）」、「教師新村」、「新光三越」、「臺中市政府」、「捷運市政府站（臺灣大道）」、「何厝（臺灣大道）」、「頂何厝（臺灣大道）」及「忠明國小」，改停「秋紅谷（專用道）」、「新光／遠百（專用道）」、「市政府（專用道）」、「頂何厝（專用道）」及「忠明國小（專用道）」。[4]
- 2021年2月26日：原端點台中慈濟醫院延駛至潭子聯合勝利大樓，加停中興。[5]
- 2024年2月1日：增設停靠「中科科雅東路口」雙向站位。[6]
- 2024年4月1日：調整發車時刻。[7]

## 路線基本資料
往潭子聯合辦公大樓共63站，往中科管理局共64站。
自中科管理局起，沿科雅西路、通山路、科雅路、中科路、福雅路、西屯路、永福路、臺灣大道、健行路、大雅路、英才路、學士路、健行路、崇德路、文心路四段、北屯路、北屯路471巷、松竹路二段74巷、松竹路二段、一段、旱溪西路三段、軍福十九路、軍功路、豐興路至潭子聯合辦公大樓。

### 時刻表
- 時刻表僅供參考，請以統聯客運網站公告為準。
- 時刻表更新時間為2025年3月14日。

| 台中市公車77路平/假日時刻列表 | 台中市公車77路平/假日時刻列表 | 台中市公車77路平/假日時刻列表 | 台中市公車77路平/假日時刻列表 |
| ----------------------------- | ----------------------------- | ----------------------------- | ----------------------------- |
| 中科管理局開時刻              | 中科管理局開備註              | 潭子聯合辦公大樓開時刻        | 潭子聯合辦公大樓開備註        |
| 05:30                         | -                             | 06:00                         | -                             |
| 06:10                         | -                             | 06:35                         | -                             |
| 06:50                         | -                             | 07:00                         | -                             |
| 07:55                         | -                             | 08:00                         | -                             |
| 08:25                         | -                             | 08:45                         | -                             |
| 08:45                         | -                             | 09:55                         | -                             |
| 09:45                         | -                             | 10:05                         | -                             |
| 10:15                         | -                             | 10:30                         | -                             |
| 10:45                         | -                             | 11:00                         | -                             |
| 11:45                         | -                             | 11:40                         | -                             |
| 12:20                         | -                             | 12:10                         | -                             |
| 13:00                         | -                             | 12:50                         | -                             |
| 13:30                         | -                             | 13:50                         | -                             |
| 14:00                         | -                             | 14:50                         | -                             |
| 15:00                         | -                             | 15:20                         | -                             |
| 15:30                         | -                             | 15:50                         | -                             |
| 16:05                         | -                             | 16:30                         | -                             |
| 16:55                         | -                             | 17:05                         | -                             |
| 17:45                         | -                             | 17:30                         | -                             |
| 18:40                         | -                             | 19:05                         | -                             |
| 20:55                         | -                             | 20:40                         | -                             |

### 收費
- 里 程 計 費 , 刷 卡 ( 悠遊 . 一卡通 . i-cash )  10 公 里 免 費  +  一 趟 上 限 最 高 10 元  。
- 里程計費說明：
  - 基本里程：10公里。
  - 基本里程票價全票20元、半票11元。
  - 超過基本里程（10公里）計費方式：
    - 全票=[2.431 x 搭乘里程數x (1+5%營業稅)] （四捨五入）
    - 半票=[2.431 x 搭乘里程數x (1+5%營業稅)] x 50% （四捨五入）

  - 兒童、老人、身心障礙者及其陪伴者依規定半票收費。

### 停站
- 參見右側路線圖，藍色部分為停靠優化公車專用道。
- 路線圖更新時間為2025年3月30日。